# Hermann Burmeister
Pour les articles homonymes, voir Burmeister.
Carl (ou Karl) Hermann Conrad Burmeister est un zoologiste argentin d'origine prussienne, né le 15 janvier 1807 à Stralsund sur la côte de la mer Baltique et mort le 2 mai 1892 à Buenos Aires.

## Biographie

### Universitaire prussien
Il étudie d'abord au lycée de Stralsund et se passionne pour la médecine et l’entomologie. Il poursuit ses études à Greifswald puis passe son Magister et son doctorat de médecine (1829) à l’université de Halle, avec une thèse intitulée De Insectorum systemæ naturali portant sur une classification des insectes.
Après son service militaire dans le 2e régiment de grenadiers de la Garde, en province de Silésie, Burmeister devient professeur d'histoire naturelle à Berlin (1831) puis à Cologne (1832) au lycée de Cölln. En 1837, il commence à enseigner la zoologie à l’université de Halle. En 1836, il épouse María Elena Sommer dont il aura deux fils, Hermann et Enrique.
Parmi les nombreux travaux qu'il publie à l'époque, l'un des plus importants est sans doute son Manuel d’Entomologie, paraissant de 1832 à 1855 en cinq volumes, et qui devient un ouvrage de référence. Ses travaux lui valent l'intérêt d'Alexander von Humboldt (1769-1859) avec qui il entretient une correspondance régulière.
Il entame une éphémère carrière politique entre 1848 et 1850 et devient député au Landtag de Prusse, mais ses idées libérales en cette période troublée le conduisent à quitter la Prusse pour le Brésil. Là, il explore la région du Minas Gerais de 1850 à 1852. De retour en Allemagne, il peine à obtenir un emploi régulier en rapport avec la zoologie, jusqu'à ce qu'Humboldt lui propose de mener une autre exploration de l'Amérique du Sud. Il lui obtient une recommandation du roi de Prusse auprès du ministre de la Confédération argentine Juan Bautista Alberdi (1810-1884), qui, à son tour, le recommande au général Justo José de Urquiza (1801-1870).

### Départ pour l'Amérique
Il part en 1856 pour l'Uruguay puis pour l'Argentine qu'il explore de 1856 à 1860. En 1857, il visite le musée de Buenos Aires, qui n'est encore qu'un simple cabinet de curiosités annexé à l'université locale. En février, il part pour Rosaire, le long de la Paraná afin d'atteindre le siège du gouvernement de la fédération. Il présente ses accréditations au vice-président Salvador María del Carril (en), qui autorise son expédition à Mendoza et lui fournit un équipement. En 1856, il épouse en secondes noces Petrona de Tejeda, descendante de conquistadores espagnols de Tucuman et dont il aura quatre enfants : Carlos, Amelia, Federico et Gustavo.
Burmeister part avec un chariot traîné par quatre chevaux. Il décrit, dans son récit de voyage, les splendides paysages et les habitants de la pampa. Il rejoint Río Cuarto, San Luis et Mendoza, où il reste durant un an. En avril 1858, il entame son voyage de retour vers Paraná, où il reste pendant neuf mois comme propriétaire terrien. Avec son fils Hermann, il réalise une série d'études géologiques et paléontologiques. En juin 1859, il organise une mission scientifique destinée à récolter des spécimens à Amburgo, où il l'attend son second fils Enrique. Il entreprend alors un autre voyage vers Tucuman, où il reste six mois ; il explore la Cordillère de Catamarca, traverse les Andes, visite le Chili puis le Pérou, notamment Lima et El Callao, poursuit sa route jusqu'à l'isthme de Panama d'où il embarque pour rentrer en Europe. Il reprend alors l'enseignement à l'université de Halle, tout en publiant les données qu'il a accumulées durant son long voyage en Amérique du Sud.

### La fondation du musée de Buenos Aires

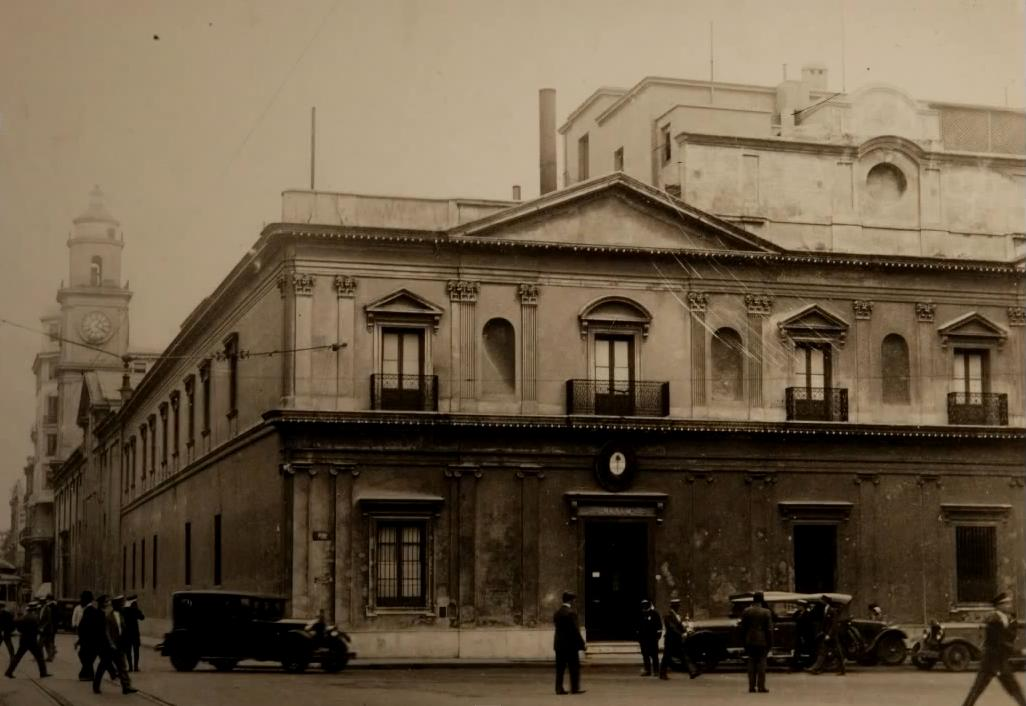
C'est cet édifice du quartier de la Manzana de las Luces qui, de 1854 à 1937, abrita le musée de Buenos Aires.

En mars 1861, Burmeister renonce à l'enseignement et offre ses services au gouverneur de la province de Buenos Aires, le général Bartolomé Mitre (1821-1906) et au ministre de l'Éducation Domingo Faustino Sarmiento (1811-1888). Burmeister est alors chargé de la direction du Museum de Buenos Aires. Il arrive dans cette ville le 1er septembre 1861, mais à cause des problèmes politiques qui règnent alors (la province de Buenos Aires s'était séparée de l'Argentine), il n'obtient officiellement son poste que le 21 février 1862.
Il entame alors un véritable bras de fer avec la direction de l'université de Buenos Aires pour obtenir plus d'autonomie et va même jusqu'à démissionner. Finalement le recteur de l'université Juan María Gutiérrez (1809-1878) accepte les arguments de Burmeister et lui assure une complète indépendance. Dès lors, ce simple musée de curiosités devient une véritable institution scientifique. Burmeister divise la collection existante en trois parties : une partie artistique, une partie historique et une partie scientifique. En 1863, il entame la parution d'une revue scientifique, les Annales.
Il travaille principalement sur les mammifères fossiles de la Pampa, en les faisant connaître au monde savant grâce à des monographies bien illustrées. Burmeister décrit de nombreux mammifères fossiles dans la Revista Farmacéutica, publiée par la Société de pharmacie d'Argentine, fondée par Antonio Demarchi en 1857. Le 11 juillet 1866, il fonde la Société de paléontologie de Buenos Aires.
Le 16 mars 1870, Burmeister est invité par le président de la République Domingo Faustino Sarmiento (1811-1888) et par son ministre Nicolás Avellaneda (1837-1885) à venir organiser l'Académie nationale des sciences de Córdoba, il reçoit le titre de commissaire extraordinaire et de conservateur de la faculté de sciences naturelles de l'université nationale de Córdoba. Cette fonction devant durer deux ans.
Bien que spécialiste des insectes, il s'intéresse à de nombreux sujets, notamment à la paléontologie des vertébrés ainsi qu'à la classification des trilobites. Il publie de 1854 à 1856 son Systematische Übersicht der Thiere Brasiliens, en trois volumes.
Entre 1876 et 1886, il fait paraître sa « Description Physique de la République Argentine d’après des observations personnelles et étrangères » (quatre volumes). Il y annexe un album de Vues pittoresques de la République Argentine, où il traite de météorologie, de géologie et de la faune. Ce livre est publié par l’Instituto Geográfico Argentino et gagne la médaille d'or à l'Exposition géographique de Venise (1891).
Le 1er octobre 1884, le muséum est nationalisé et obtient enfin une pleine et entière autonomie. Le 8 février 1892, Burmeister tombe d'une échelle. Il meurt quelques semaines plus tard de complications.
Le président Carlos Pellegrini (1846-1906) et le ministre de l'Instruction publique Juan Balestra (es) décrètent des funérailles nationales. C'est Carlos Berg (1843-1892) qui le remplace à la tête du Muséum. Comme commémorer sa mémoire, un monument signé Richard Aigner (1867-1934) dans le Parc centenaire du musée argentin de sciences naturelles Bernardino Rivadavia. Les restes de Burmeister sont transférés au Muséum le 2 mai 1967. Plus de cinquante espèces végétales ou animales lui ont été dédiées.